# Maryland Cycling Classic 2023
La 2e édition de la Maryland Cycling Classic, une course cycliste masculine sur route, a lieu aux États-Unis de Sparks à Baltimore dans le Maryland le 3 septembre 2023. L'épreuve est disputée sur 196 kilomètres . Elle fait partie du calendrier UCI ProSeries 2023 (deuxième niveau mondial) en catégorie 1.Pro.
Cette course se déroule cinq jours avant le Grand Prix cycliste de Québec et sept jours avant le Grand Prix cycliste de Montréal (épreuves UCI World Tour 2023) faisant ainsi partie du triptyque nord-américain du cyclisme sur route.

## Parcours
Comme lors de l'édition initiale de 2022, le départ est donné dans la localité de Sparks, un secteur non constitué en municipalité situé à une trentaine de kilomètres au nord de la ville de Baltimore. Les coureurs prennent la direction du nord jusqu'à proximité de la limite avec la Pennsylvanie. Ensuite, le parcours s'oriente vers le sud en empruntant deux boucles autour du Prettyboy Reservoir Park puis en passant à Hampstead avant de rejoindre Baltimore pour parcourir un circuit local de 12 km à accomplir quatre fois. L'arrivée est jugée sur E Pratt Street, près des docks sur le Patapsco.

## Équipes participantes
| WorldTeams (5)- Astana Qazaqstan Team - Cofidis - EF Education-EasyPost - Lidl-Trek - Team Jayco AlUla ProTeams (4)- Human Powered Health - Israel-Premier Tech - Team Corratec-Selle Italia - Team Novo Nordisk Équipes continentales (6)- Hagens Berman Axeon - L39ION of Los Angeles - Medellín-EPM - Project Echelon Racing - Team Skyline - Toronto Hustle Équipe nationale- États-Unis |
| |

## Classements

### Classement final
| \| Classement général \| Classement général \| Classement général \| Classement général \| Classement général \| \| Coureur \| Coureur \| Pays \| Équipe \| Temps \| \| ------------------ \| ------------------ \| ------------------ \| --------------------- \| ------------------ \| \| 1er \| Mattias Skjelmose \| Danemark \| Lidl-Trek \| 4 h 26 min 05 s \| \| 2e \| Neilson Powless \| États-Unis \| EF Education-EasyPost \| + 2 min 20 s \| \| 3e \| Hugo Houle \| Canada \| Israel-Premier Tech \| + 2 min 20 s \| \| 4e \| Lucas Hamilton \| Australie \| Team Jayco AlUla \| + 2 min 20 s \| \| 5e \| Toms Skujiņš \| Lettonie \| Lidl-Trek \| + 2 min 56 s \| \| 6e \| Mikkel Honoré \| Danemark \| EF Education-EasyPost \| + 4 min 54 s \| \| 7e \| Scott McGill \| États-Unis \| Human Powered Health \| + 4 min 56 s \| \| 8e \| Alexandre Balmer \| Suisse \| Team Jayco AlUla \| + 5 min 00 s \| \| 9e \| Riley Sheehan \| États-Unis \| Israel-Premier Tech \| + 5 min 04 s \| \| 10e \| Eder Frayre \| Mexique \| L39ION of Los Angeles \| + 5 min 04 s \| |                   |            |                       |                 |
| |                   |            |                       |                 |
| Source : ProCyclingStats |                   |            |                       |                 |
| Classement général |                   |            |                       |                 |
| Coureur | Coureur           | Pays       | Équipe                | Temps           |
| 1er | Mattias Skjelmose | Danemark   | Lidl-Trek             | 4 h 26 min 05 s |
| 2e | Neilson Powless   | États-Unis | EF Education-EasyPost | + 2 min 20 s    |
| 3e | Hugo Houle        | Canada     | Israel-Premier Tech   | + 2 min 20 s    |
| 4e | Lucas Hamilton    | Australie  | Team Jayco AlUla      | + 2 min 20 s    |
| 5e | Toms Skujiņš      | Lettonie   | Lidl-Trek             | + 2 min 56 s    |
| 6e | Mikkel Honoré     | Danemark   | EF Education-EasyPost | + 4 min 54 s    |
| 7e | Scott McGill      | États-Unis | Human Powered Health  | + 4 min 56 s    |
| 8e | Alexandre Balmer  | Suisse     | Team Jayco AlUla      | + 5 min 00 s    |
| 9e | Riley Sheehan     | États-Unis | Israel-Premier Tech   | + 5 min 04 s    |
| 10e | Eder Frayre       | Mexique    | L39ION of Los Angeles | + 5 min 04 s    |

### Classements UCI
La course attribue des points au Classement mondial UCI 2023 selon le barème suivant.
| Position           | 1er | 2e  | 3e  | 4e  | 5e | 6e | 7e | 8e | 9e | 10e | 11e | 12e | 13e | 14e | 15e | 16e à 30e | 31e à 40e |
| Classement général | 200 | 150 | 125 | 100 | 85 | 70 | 60 | 50 | 40 | 35  | 30  | 25  | 20  | 15  | 10  | 5         | 3         |

## Liste des participants
| Israel-Premier Tech IPT | Israel-Premier Tech IPT | Israel-Premier Tech IPT |
| ----------------------- | ----------------------- | ----------------------- |
| Num                     | Coureur                 | Pos                     |
| 1                       | Simon Clarke (AUS)      | 18e                     |
| 2                       | Guillaume Boivin (CAN)  | 22e                     |
| 3                       | Riley Sheehan (USA)     | 9e                      |
| 4                       | Marco Frigo (ITA)       | 52e                     |
| 5                       | Derek Gee (CAN)         | 40e                     |
| 6                       | Hugo Houle (CAN)        | 3e                      |
| 7                       | Guy Sagiv (ISR)         | 43e                     |

| Lidl-Trek LTK | Lidl-Trek LTK                   | Lidl-Trek LTK |
| ------------- | ------------------------------- | ------------- |
| Num           | Coureur                         | Pos           |
| 11            | Toms Skujiņš (LAT)              | 5e            |
| 12            | Tony Gallopin (FRA)             | 16e           |
| 13            | Emīls Liepiņš (LAT) (route)     | 12e           |
| 14            | Asbjørn Hellemose (DEN)         | 20e           |
| 15            | Mattias Skjelmose (DEN) (route) | 1er           |
| 16            | Filippo Baroncini (ITA)         | 23e           |
| 17            | Mathias Vacek (CZE) (route)     | 53e           |

| EF Education-EasyPost EFE | EF Education-EasyPost EFE  | EF Education-EasyPost EFE |
| ------------------------- | -------------------------- | ------------------------- |
| Num                       | Coureur                    | Pos                       |
| 21                        | Neilson Powless (USA)      | 2e                        |
| 22                        | Mikkel Honoré (DEN)        | 6e                        |
| 23                        | Thomas Scully (NZL)        | AB                        |
| 24                        | Odd Christian Eiking (NOR) | AB                        |
| 25                        | Michael Valgren (DEN)      | AB                        |
| 26                        | Marc Pritzen (RSA)         | AB                        |

| Team Jayco AlUla JAY | Team Jayco AlUla JAY          | Team Jayco AlUla JAY |
| -------------------- | ----------------------------- | -------------------- |
| Num                  | Coureur                       | Pos                  |
| 31                   | Simon Yates (GBR)             | 11e                  |
| 32                   | Lawson Craddock (USA)         | 19e                  |
| 33                   | Chris Harper (AUS)            | 15e                  |
| 34                   | Christopher Juul Jensen (DEN) | 29e                  |
| 35                   | Adam Holm (DEN)               | AB                   |
| 36                   | Alexandre Balmer (SUI)        | 8e                   |
| 37                   | Lucas Hamilton (AUS)          | 4e                   |

| Cofidis COF | Cofidis COF               | Cofidis COF |
| ----------- | ------------------------- | ----------- |
| Num         | Coureur                   | Pos         |
| 41          | Axel Zingle (FRA)         | 66e         |
| 42          | Alexis Renard (FRA)       | 45e         |
| 43          | Alexandre Delettre (FRA)  | 26e         |
| 44          | Eddy Finé (FRA)           | 33e         |
| 45          | Victor Lafay (FRA)        | AB          |
| 46          | Pierre-Luc Périchon (FRA) | AB          |
| 47          | Harrison Wood (GBR)       | 65e         |

| Astana Qazaqstan Team AST | Astana Qazaqstan Team AST | Astana Qazaqstan Team AST |
| ------------------------- | ------------------------- | ------------------------- |
| Num                       | Coureur                   | Pos                       |
| 51                        | Leonardo Basso (ITA)      | 61e                       |
| 52                        | Manuele Boaro (ITA)       | AB                        |
| 53                        | Gleb Brussenskiy (KAZ)    | 35e                       |
| 54                        | Yevgeniy Fedorov (KAZ)    | AB                        |
| 55                        | Gianmarco Garofoli (ITA)  | AB                        |
| 56                        | Antonio Nibali (ITA)      | 63e                       |
| 57                        | Christian Scaroni (ITA)   | 62e                       |

| Human Powered Health HPM | Human Powered Health HPM | Human Powered Health HPM |
| ------------------------ | ------------------------ | ------------------------ |
| Num                      | Coureur                  | Pos                      |
| 61                       | Scott McGill (USA)       | 7e                       |
| 62                       | Stephen Bassett (USA)    | 58e                      |
| 63                       | Pier-André Côté (CAN)    | 13e                      |
| 64                       | Adam de Vos (CAN)        | AB                       |
| 65                       | Colin Joyce (USA)        | 57e                      |
| 66                       | Gijs Van Hoecke (BEL)    | 34e                      |
| 67                       | Sasha Weemaes (BEL)      | AB                       |

| Team Corratec-Selle Italia COR | Team Corratec-Selle Italia COR | Team Corratec-Selle Italia COR |
| ------------------------------ | ------------------------------ | ------------------------------ |
| Num                            | Coureur                        | Pos                            |
| 71                             | Attilio Viviani (ITA)          | AB                             |
| 72                             | Samuele Zambelli (ITA)         | AB                             |
| 73                             | Veljko Stojnić (SRB)           | AB                             |
| 74                             | Marco Murgano (ITA)            | AB                             |
| 75                             | Alexander Konychev (ITA)       | 46e                            |
| 76                             | Lorenzo Quartucci (ITA)        | 25e                            |
| 77                             | Jan Stöckli (SUI)              | 36e                            |

| Team Novo Nordisk TNN | Team Novo Nordisk TNN | Team Novo Nordisk TNN |
| --------------------- | --------------------- | --------------------- |
| Num                   | Coureur               | Pos                   |
| 81                    | Matyáš Kopecký (CZE)  | 38e                   |
| 82                    | Andrea Peron (ITA)    | 56e                   |
| 83                    | David Lozano (ESP)    | 37e                   |
| 84                    | Filippo Ridolfo (ITA) | 24e                   |
| 85                    | Péter Kusztor (HUN)   | 55e                   |
| 86                    | Hamish Beadle (NZL)   | AB                    |
| 87                    | Sam Brand (GBR)       | 50e                   |

| Medellín-EPM MED | Medellín-EPM MED     | Medellín-EPM MED |
| ---------------- | -------------------- | ---------------- |
| Num              | Coureur              | Pos              |
| 91               | Óscar Sevilla (ESP)  | 39e              |
| 92               | Brayan Sánchez (COL) | 42e              |
| 93               | Róbigzon Oyola (COL) | AB               |
| 94               | Diego Galeano (COL)  | AB               |
| 95               | Fabio Duarte (COL)   | AB               |
| 96               | David Gonzalez (COL) | 47e              |
| 97               | Walter Vargas (COL)  | 51e              |

| Hagens Berman Axeon HBA | Hagens Berman Axeon HBA | Hagens Berman Axeon HBA |
| ----------------------- | ----------------------- | ----------------------- |
| Num                     | Coureur                 | Pos                     |
| 101                     | Kasper Andersen (DEN)   | 21e                     |
| 102                     | Nino de Jong (NED)      | 48e                     |
| 103                     | Michael Garrison (USA)  | 44e                     |
| 104                     | Darren Rafferty (IRL)   | AB                      |
| 105                     | Cooper Johnson (USA)    | AB                      |
| 106                     | Maxence Place (BEL)     | AB                      |
| 107                     | Artem Shmidt (USA)      | AB                      |

| L39ION of Los Angeles LLA | L39ION of Los Angeles LLA | L39ION of Los Angeles LLA |
| ------------------------- | ------------------------- | ------------------------- |
| Num                       | Coureur                   | Pos                       |
| 111                       | Kyle Murphy (USA)         | 60e                       |
| 112                       | Robin Carpenter (USA)     | 17e                       |
| 113                       | Tyler Williams (USA)      | 31e                       |
| 114                       | Alec Cowan (CAN)          | AB                        |
| 115                       | Cory Williams             | AB                        |
| 116                       | Eder Frayre (MEX)         | 10e                       |
| 117                       | Sam Boardman (USA)        | 59e                       |

| Project Echelon Racing PEC | Project Echelon Racing PEC | Project Echelon Racing PEC |
| -------------------------- | -------------------------- | -------------------------- |
| Num                        | Coureur                    | Pos                        |
| 121                        | Tyler Stites (USA)         | 14e                        |
| 122                        | Stephen Vogel (USA)        | AB                         |
| 123                        | Matthew Zimmer (USA)       | AB                         |
| 124                        | Cade Bickmore (USA)        | 32e                        |
| 125                        | Richard Arnopol (USA)      | AB                         |
| 126                        | Colby Lange (USA)          | AB                         |
| 127                        | Hugo Scala Jr. (USA)       | 27e                        |

| Toronto Hustle TOR | Toronto Hustle TOR      | Toronto Hustle TOR |
| ------------------ | ----------------------- | ------------------ |
| Num                | Coureur                 | Pos                |
| 131                | Matteo Dal-Cin (CAN)    | AB                 |
| 132                | Carson Miles (CAN)      | AB                 |
| 133                | Ethan Sittlington (CAN) | 49e                |
| 134                | Daniel Kalichman (CAN)  | AB                 |
| 135                | Michael Foley (CAN)     | AB                 |
| 136                | Chris Ernst (CAN)       | AB                 |
| 137                | Edward Walsh (CAN)      | AB                 |

| Team Skyline TSL | Team Skyline TSL    | Team Skyline TSL |
| ---------------- | ------------------- | ---------------- |
| Num              | Coureur             | Pos              |
| 141              | Julien Gagné (CAN)  | 41e              |
| 142              | David Gabrick (USA) | AB               |
| 143              | Cian Keogh (IRL)    | AB               |
| 144              | Emile Hamm (CAN)    | AB               |
| 145              | Nick Kleban (CAN)   | AB               |
| 146              | Chaz Turmon (USA)   | 64e              |
| 147              | Lukas Conly (CAN)   | AB               |

| États-Unis USA | États-Unis USA    | États-Unis USA |
| -------------- | ----------------- | -------------- |
| Num            | Coureur           | Pos            |
| 151            | Matteo Jorgenson  | 54e            |
| 152            | Tobias Klein      | 28e            |
| 153            | Brooks Wienke     | AB             |
| 154            | Owen Cole         | AB             |
| 155            | Colby Simmons     | 30e            |
| 156            | Caleb Classen     | AB             |
| 157            | Andrew Strohmeyer | AB             |

| Israel-Premier Tech IPT | Israel-Premier Tech IPT | Israel-Premier Tech IPT |
| ----------------------- | ----------------------- | ----------------------- |
| Num                     | Coureur                 | Pos                     |
| 1                       | Simon Clarke (AUS)      | 18e                     |
| 2                       | Guillaume Boivin (CAN)  | 22e                     |
| 3                       | Riley Sheehan (USA)     | 9e                      |
| 4                       | Marco Frigo (ITA)       | 52e                     |
| 5                       | Derek Gee (CAN)         | 40e                     |
| 6                       | Hugo Houle (CAN)        | 3e                      |
| 7                       | Guy Sagiv (ISR)         | 43e                     |

| Lidl-Trek LTK | Lidl-Trek LTK                   | Lidl-Trek LTK |
| ------------- | ------------------------------- | ------------- |
| Num           | Coureur                         | Pos           |
| 11            | Toms Skujiņš (LAT)              | 5e            |
| 12            | Tony Gallopin (FRA)             | 16e           |
| 13            | Emīls Liepiņš (LAT) (route)     | 12e           |
| 14            | Asbjørn Hellemose (DEN)         | 20e           |
| 15            | Mattias Skjelmose (DEN) (route) | 1er           |
| 16            | Filippo Baroncini (ITA)         | 23e           |
| 17            | Mathias Vacek (CZE) (route)     | 53e           |

| EF Education-EasyPost EFE | EF Education-EasyPost EFE  | EF Education-EasyPost EFE |
| ------------------------- | -------------------------- | ------------------------- |
| Num                       | Coureur                    | Pos                       |
| 21                        | Neilson Powless (USA)      | 2e                        |
| 22                        | Mikkel Honoré (DEN)        | 6e                        |
| 23                        | Thomas Scully (NZL)        | AB                        |
| 24                        | Odd Christian Eiking (NOR) | AB                        |
| 25                        | Michael Valgren (DEN)      | AB                        |
| 26                        | Marc Pritzen (RSA)         | AB                        |

| Team Jayco AlUla JAY | Team Jayco AlUla JAY          | Team Jayco AlUla JAY |
| -------------------- | ----------------------------- | -------------------- |
| Num                  | Coureur                       | Pos                  |
| 31                   | Simon Yates (GBR)             | 11e                  |
| 32                   | Lawson Craddock (USA)         | 19e                  |
| 33                   | Chris Harper (AUS)            | 15e                  |
| 34                   | Christopher Juul Jensen (DEN) | 29e                  |
| 35                   | Adam Holm (DEN)               | AB                   |
| 36                   | Alexandre Balmer (SUI)        | 8e                   |
| 37                   | Lucas Hamilton (AUS)          | 4e                   |

| Cofidis COF | Cofidis COF               | Cofidis COF |
| ----------- | ------------------------- | ----------- |
| Num         | Coureur                   | Pos         |
| 41          | Axel Zingle (FRA)         | 66e         |
| 42          | Alexis Renard (FRA)       | 45e         |
| 43          | Alexandre Delettre (FRA)  | 26e         |
| 44          | Eddy Finé (FRA)           | 33e         |
| 45          | Victor Lafay (FRA)        | AB          |
| 46          | Pierre-Luc Périchon (FRA) | AB          |
| 47          | Harrison Wood (GBR)       | 65e         |

| Astana Qazaqstan Team AST | Astana Qazaqstan Team AST | Astana Qazaqstan Team AST |
| ------------------------- | ------------------------- | ------------------------- |
| Num                       | Coureur                   | Pos                       |
| 51                        | Leonardo Basso (ITA)      | 61e                       |
| 52                        | Manuele Boaro (ITA)       | AB                        |
| 53                        | Gleb Brussenskiy (KAZ)    | 35e                       |
| 54                        | Yevgeniy Fedorov (KAZ)    | AB                        |
| 55                        | Gianmarco Garofoli (ITA)  | AB                        |
| 56                        | Antonio Nibali (ITA)      | 63e                       |
| 57                        | Christian Scaroni (ITA)   | 62e                       |

| Human Powered Health HPM | Human Powered Health HPM | Human Powered Health HPM |
| ------------------------ | ------------------------ | ------------------------ |
| Num                      | Coureur                  | Pos                      |
| 61                       | Scott McGill (USA)       | 7e                       |
| 62                       | Stephen Bassett (USA)    | 58e                      |
| 63                       | Pier-André Côté (CAN)    | 13e                      |
| 64                       | Adam de Vos (CAN)        | AB                       |
| 65                       | Colin Joyce (USA)        | 57e                      |
| 66                       | Gijs Van Hoecke (BEL)    | 34e                      |
| 67                       | Sasha Weemaes (BEL)      | AB                       |

| Team Corratec-Selle Italia COR | Team Corratec-Selle Italia COR | Team Corratec-Selle Italia COR |
| ------------------------------ | ------------------------------ | ------------------------------ |
| Num                            | Coureur                        | Pos                            |
| 71                             | Attilio Viviani (ITA)          | AB                             |
| 72                             | Samuele Zambelli (ITA)         | AB                             |
| 73                             | Veljko Stojnić (SRB)           | AB                             |
| 74                             | Marco Murgano (ITA)            | AB                             |
| 75                             | Alexander Konychev (ITA)       | 46e                            |
| 76                             | Lorenzo Quartucci (ITA)        | 25e                            |
| 77                             | Jan Stöckli (SUI)              | 36e                            |

| Team Novo Nordisk TNN | Team Novo Nordisk TNN | Team Novo Nordisk TNN |
| --------------------- | --------------------- | --------------------- |
| Num                   | Coureur               | Pos                   |
| 81                    | Matyáš Kopecký (CZE)  | 38e                   |
| 82                    | Andrea Peron (ITA)    | 56e                   |
| 83                    | David Lozano (ESP)    | 37e                   |
| 84                    | Filippo Ridolfo (ITA) | 24e                   |
| 85                    | Péter Kusztor (HUN)   | 55e                   |
| 86                    | Hamish Beadle (NZL)   | AB                    |
| 87                    | Sam Brand (GBR)       | 50e                   |

| Medellín-EPM MED | Medellín-EPM MED     | Medellín-EPM MED |
| ---------------- | -------------------- | ---------------- |
| Num              | Coureur              | Pos              |
| 91               | Óscar Sevilla (ESP)  | 39e              |
| 92               | Brayan Sánchez (COL) | 42e              |
| 93               | Róbigzon Oyola (COL) | AB               |
| 94               | Diego Galeano (COL)  | AB               |
| 95               | Fabio Duarte (COL)   | AB               |
| 96               | David Gonzalez (COL) | 47e              |
| 97               | Walter Vargas (COL)  | 51e              |

| Hagens Berman Axeon HBA | Hagens Berman Axeon HBA | Hagens Berman Axeon HBA |
| ----------------------- | ----------------------- | ----------------------- |
| Num                     | Coureur                 | Pos                     |
| 101                     | Kasper Andersen (DEN)   | 21e                     |
| 102                     | Nino de Jong (NED)      | 48e                     |
| 103                     | Michael Garrison (USA)  | 44e                     |
| 104                     | Darren Rafferty (IRL)   | AB                      |
| 105                     | Cooper Johnson (USA)    | AB                      |
| 106                     | Maxence Place (BEL)     | AB                      |
| 107                     | Artem Shmidt (USA)      | AB                      |

| L39ION of Los Angeles LLA | L39ION of Los Angeles LLA | L39ION of Los Angeles LLA |
| ------------------------- | ------------------------- | ------------------------- |
| Num                       | Coureur                   | Pos                       |
| 111                       | Kyle Murphy (USA)         | 60e                       |
| 112                       | Robin Carpenter (USA)     | 17e                       |
| 113                       | Tyler Williams (USA)      | 31e                       |
| 114                       | Alec Cowan (CAN)          | AB                        |
| 115                       | Cory Williams             | AB                        |
| 116                       | Eder Frayre (MEX)         | 10e                       |
| 117                       | Sam Boardman (USA)        | 59e                       |

| Project Echelon Racing PEC | Project Echelon Racing PEC | Project Echelon Racing PEC |
| -------------------------- | -------------------------- | -------------------------- |
| Num                        | Coureur                    | Pos                        |
| 121                        | Tyler Stites (USA)         | 14e                        |
| 122                        | Stephen Vogel (USA)        | AB                         |
| 123                        | Matthew Zimmer (USA)       | AB                         |
| 124                        | Cade Bickmore (USA)        | 32e                        |
| 125                        | Richard Arnopol (USA)      | AB                         |
| 126                        | Colby Lange (USA)          | AB                         |
| 127                        | Hugo Scala Jr. (USA)       | 27e                        |

| Toronto Hustle TOR | Toronto Hustle TOR      | Toronto Hustle TOR |
| ------------------ | ----------------------- | ------------------ |
| Num                | Coureur                 | Pos                |
| 131                | Matteo Dal-Cin (CAN)    | AB                 |
| 132                | Carson Miles (CAN)      | AB                 |
| 133                | Ethan Sittlington (CAN) | 49e                |
| 134                | Daniel Kalichman (CAN)  | AB                 |
| 135                | Michael Foley (CAN)     | AB                 |
| 136                | Chris Ernst (CAN)       | AB                 |
| 137                | Edward Walsh (CAN)      | AB                 |

| Team Skyline TSL | Team Skyline TSL    | Team Skyline TSL |
| ---------------- | ------------------- | ---------------- |
| Num              | Coureur             | Pos              |
| 141              | Julien Gagné (CAN)  | 41e              |
| 142              | David Gabrick (USA) | AB               |
| 143              | Cian Keogh (IRL)    | AB               |
| 144              | Emile Hamm (CAN)    | AB               |
| 145              | Nick Kleban (CAN)   | AB               |
| 146              | Chaz Turmon (USA)   | 64e              |
| 147              | Lukas Conly (CAN)   | AB               |

| États-Unis USA | États-Unis USA    | États-Unis USA |
| -------------- | ----------------- | -------------- |
| Num            | Coureur           | Pos            |
| 151            | Matteo Jorgenson  | 54e            |
| 152            | Tobias Klein      | 28e            |
| 153            | Brooks Wienke     | AB             |
| 154            | Owen Cole         | AB             |
| 155            | Colby Simmons     | 30e            |
| 156            | Caleb Classen     | AB             |
| 157            | Andrew Strohmeyer | AB             |